# Liu Gong
Liu Gong (chiń. 劉恭; pinyin Liú Gōng), Cesarz Qianshao z dynastii Han (chiń. 漢前少帝; pinyin Hàn Qiánshàodì, zm. 184 p.n.e.), trzeci cesarz dynastii Han.
Syn cesarza Hui Di i damy dworu lub konkubiny, adoptowany przez cesarzową-wdowę Zhang Yan. Osadzony na tronie w 188 p.n.e. po śmierci Huidi; był małoletni, a faktyczną władzę sprawowała jego babka, cesarzowa-wdowa Lü Zhi. W 184 miał dowiedzieć się, że jego prawdziwa matka została zgładzona na rozkaz Zhang Yan (skłonionej do tego przez Lü Zhi) i miał publicznie zagrozić zemstą. W następstwie został potajemnie zamordowany na polecenia cesarzowej Lü, a następnym cesarzem został jego brat Liu Hong.